# 250 nm
250 nm désigne un procédé de fabrication des semi-conducteurs, gravés avec une finesse d'un quart de micromètre. Les premiers processeurs possédant cette technologie sont apparus sur le marché en 1997.
Un processeur avec 5 millions de transistors peut tenir sur une puce de 47 mm2 gravée en 250 nm.
Selon la feuille de route de l'ITRS le successeur du 250 nm est la technologie 180 nm.

## Processeurs gravés dans la technologie 250 nm

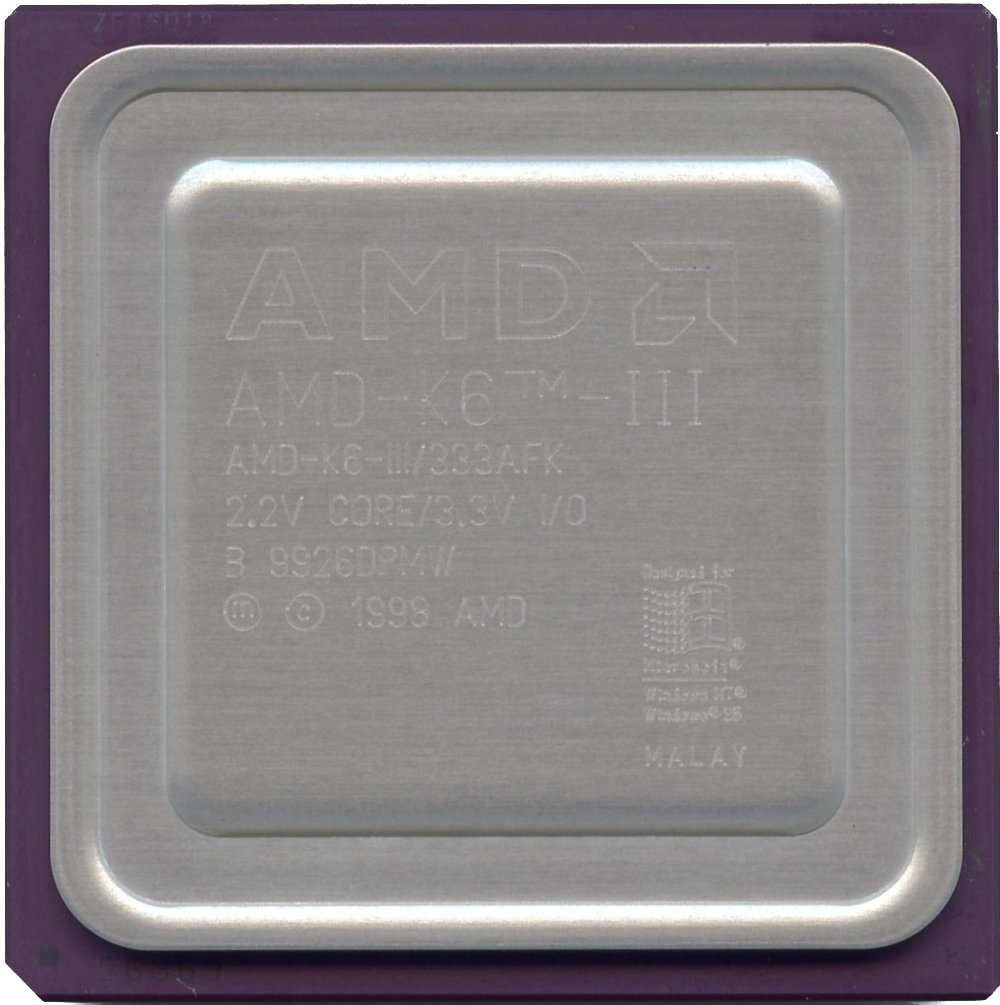
AMD K6-III

- DEC Alpha 21264A, disponible en 1999.
- AMD K6-2 (1998)
- AMD K6-III
- Pentium MMX P5 mobile sorti en août 1997.
- Pentium II Deschutes.
- Pentium III Katmai.
- Dreamcast CPU et GPU.
- processeur initial de la PlayStation 2.